# بولفرية
البولفرية أو مغالطة بولفر هي مغالطة منطقية. منهج البلفرية هو «افتراض أن الشخص المقابل على خطأ والقيام بشرح خطأه». يفترض البلفري أن حجة المتحدث غير صحيحة أو خاطئة ثم يقوم بشرح سبب ارتكابه لهذا الخطأ ومهاجمة المتحدث أو دافعه. تمت صياغة مصطلح البلفرية من قبل سي إس لويس  ليسخر من خطأ خطير للغاية في التفكير أنه (كما يزعم) يتكرر في كثير من الأحيان في مجموعة متنوعة من المناقشات الدينية والسياسية والفلسفية.
على غرار تحول الموضوع/الدافع الذي صاغه أنطوني فلو فإن البلفرية هي مغالطة تجاهل المطلوب. يتهم المرء حجة بأنها خاطئة على أساس هوية أو دوافع المجادل ولكن هذه الأمور بصراحة لا علاقة لها بصحة أو حقيقة الحجة.

## مصدر المفهوم
كتب لويس عن ذلك في مقال نشر في عام 1941 والذي تم توسيعه ونشره لاحقاً في The Socratic Digest تحت عنوان «البلفرية». أعيد طبع هذا في كل من Uneceptions وAnthology الأكثر حداثة God in the Dock. يشرح أصل هذا المصطلح:
يجب أن تثبت أن الرجل مخطئ قبل أن تبدأ في شرح سبب خطأه. تتمثل الطريقة الحديثة في الافتراض دون نقاش أنه مخطئ ثم صرف انتباهه عن هذا (القضية الحقيقية الوحيدة) عن طريق شرح كيف أصبح سخيفًا للغاية.
على مدار الخمسة عشر عامًا الماضية وجدت هذه الرذيلة شائعة جدًا لدرجة أنني اضطررت إلى ابتكار اسم لها. أنا أسميها «البلفرية» وسأقوم يوماً ما بكتابة السيرة الذاتية لمخترعها الخيالي حزقيال بولفر الذي كان قد حُدد مصيره في سن الخامسة عندما سمع والدته تقول لوالده - الذي كان يؤكد أن وجهي المثلث أكبر بكثير من الثالث - "أوه أنت تقول ذلك لأنك رجل. “في تلك اللحظة" يؤكد لنا حزقيال بولفر «خطر لذهني المنفتح في تلك اللحظة الحقيقة العظمى التي مفادها أن الدحض ليس جزءاً ضرورياً من الحجة. افترض ان خصمك على خطأ واشرح خطأه وسيركع العالم عند قدميك. حاول أن تثبت أنه على خطأ أو (الأسوأ من ذلك) حاول أن تعرف إن كان محق أم خاطئ وسوف تقودك الديناميكية الوطنية في عصرنا إلى الجدار». هكذا أصبح بولفر أحد صانعي القرن العشرين.
من البلفرية بقلم سي إس لويس:
لنفترض أنني أعتقد بعد القيام بحساباتي أنه لدي رصيد كبير في البنك. ولنفترض أنك تريد معرفة ما إن كان تفكيري هذا «مجرد تمني». لا يمكنك التوصل إلى أية نتيجة إطلاقاً عن طريق فحص حالتي النفسية وحسب. فرصتك الوحيدة لمعرفة ذلك هي من خلال الجلوس وحساب المبلغ بنفسك. عندما تقوم بمراجعة الأرقام الخاصة بي فعندها وفقط عندها ستعرف ما إذا كان لدي هذا الرصيد أم لا. إذا وجدت حسابي صحيحا فأي درجة من التبختر حيال حالتي النفسية ستكون مضيعة للوقت. إذا وجدت حسابي خاطئاً فقد يكون من المناسب أن أشرح نفسياً كيف أصبحت سيئاً في الحساب وستصبح فكرة الرغبة المخفية ذات صلة ولكن فقط بعد أن تقوم بحساب المبلغ بنفسك وتكتشف أنني مخطئ على أسس حسابية بحتة. هو نفسه مع كل التفكير وجميع أنظمة التفكير. إذا حاولت اكتشاف الملوثات عن طريق التكهن برغبات المفكرين فأنت تخدع نفسك. يجب أن تكتشف على أسس منطقية بحتة أي منها تصلح كحجج بعد ذلك يمكنك استنتاج الأسباب النفسية للخطأ إن أردت.

## التهديد والعلاج
يكمن التهديد الخاص لهذه المغالطة في أنه ينطبق بالتساوي على الشخص الذي يخطئ وكذلك خصم ذلك الشخص. إذا أخذنا نتائجه المنطقية فهذا يعني أن جميع الحجج غير موثوقة ومن ثم تقوض كل الفكر العقلاني. يقول لويس «إلى أن يتم القضاء على التناقض فلا يمكن للعقل أن يلعب دور فعال في الشؤون الإنسانية. كل جانب ينتزعه في وقت مبكر كسلاح ضد الآخر لكن بين السببين بحد ذاتهما تكمن المصداقية.»
العلاج وفقًا لما قاله لويس هو قبول أن بعض المنطق لا تشوبه السببية. بعض الحجج صحيحة وبعض الاستنتاجات صحيحة بغض النظر عن هوية ودوافع الشخص الذي يناقشها.